# Drahoslav Křenek
Drahoslav Křenek (* 23. září 1931 Frýdek) byl český a československý politik Komunistické strany Československa a poslanec Sněmovny národů Federálního shromáždění za normalizace.

## Biografie
K roku 1971 se profesně uvádí jako vedoucí oblasti válcovny plechů. K roku 1976 jako zástupce ředitele podniku.
Ve volbách roku 1971 zasedl do české části Sněmovny národů (volební obvod č. 63 – Frýdek-Místek, Severomoravský kraj). Mandát obhájil ve volbách roku 1976 (obvod Frýdek-Místek), volbách roku 1981 (obvod Frýdek-Místek) a volbách roku 1986 (obvod Frýdek-Místek). Ve FS setrval do konce funkčního období, tedy do svobodných voleb roku 1990. Netýkal se ho tedy proces kooptace nových poslanců po sametové revoluci.
Státní bezpečnost ho od roku 1981 evidovala jako zájmovou osobu.